# Werner Schollenberger
Werner Schollenberger (geb. 3. März 1957 in Darmstadt) ist ein deutscher Sachbuchautor.

## Leben
Werner Schollenberger lernte von 1972 bis 1976 in Darmstadt bei der Firma Temmer Karosseriebau. Nach anschließender Fortbildung mit Fachabitur und anderen Weiterbildungen arbeitete er bis zu seiner Pensionierung im Jahr 2020 bei der Firma Opel in Rüsselsheim im technischen Entwicklungszentrum.
Sein Interesse gilt den Automobilfabriken sowie der Technikgeschichte im südhessischen Raum in der Zeit zwischen den Weltkriegen, insbesondere der Firma Röhr; hier war er an der Organisation von Treffen und Ausstellungen maßgeblich beteiligt. In seiner Freizeit war er von 1980 bis 2012 der Obmann für Automobilgeschichte des Museums Ober-Ramstadt und beeinflusste die dortige Sammlung sowie Forschung sicher entscheidend. Zahlreiche Veranstaltungen machten das kleine Museum für hessische Automobilgeschichte bekannt. Weiter hat er Sachbücher und Artikel veröffentlicht. Er ist Vortragsredner und Organisator von Treffen von Liebhabern alter Autos. 2013 Mitgründer der Freunde Historischer Fahrzeuge Ober-Ramstadt (FHFO). Seinem Motto „Schreiben und Schrauben“ treu, restauriert und repariert er nach wie vor Autoveteranen.
Schollenberger ist seit 1979 verheiratet mit Heidi geb. Rupietta.

## Auszeichnungen
- 2022: Motorworld Buchpreis für: „Bernd Reuters – Wegbereiter der modernen Automobil-Grafik“[2]
- April 2023: Metternich-Büste der Automobilhistorischen Gesellschaft

## Werke
- Otto Weber: Der Pressezeichner Theo Matejko, Eigenverlag Museum Ober-Ramstadt 1991, Mitarbeit
- Werner Schollenberger: Röhr – Ein Kapitel deutscher Automobilgeschichte, Darmstadt 1996, ISBN 978-3-928746-04-5
- Historischer Verein f. Hessen im Austrag des Magistrats der Wissenschaftsstadt Darmstadt (Hrsg.): Stadtlexikon Darmstadt, Stuttgart 2006, ISBN 3-8062-1930-3 (einer von 167 Autoren)
- Werner Schollenberger: Autos aus dem Odenwald – der legendäre Röhr-Wagen, in: Malte Krüger (Hrsg.); Luxus und Leistung, Festschrift für Michael Wolff Metternich, 2010
- Werner Schollenberger: Automobile in den 30er Jahren : Aufnahmen aus dem berühmten Bildarchiv Dr. Paul Wolff & Tritschler, Freiburg i.Br. 2012, ISBN 978-3-88255-898-2
- Werner Schollenberger: Röhr – Die Sicherheit selbst, Ausstellungs-Katalog, Horch-Museum Zwickau 2012;
- Werner Schollenberger: Röhr – die Automobilkonstruktionen von Hans Gustav Röhr und Joseph Dauben, Münster i. W. 2019, ISBN 978-3-947060-04-7
- Werner Schollenberger: Automobile in den 30er Jahren, 2013
- Werner Schollenberger: Falcon, eine hessische Automarke, 2022, ISBN 978-3-947060-14-6
- Werner Schollenberger: Bernd Reuters – Wegbereiter der modernen Automobil-Werbegrafik, Edition Karren Publishing, 2021, ISBN 978-3-942153-22-5